# El rapto (película)
El rapto es una película de comedia y wéstern mexicana de 1953, escrita y dirigida por Emilio "El Indio" Fernández, y protagonizada por Jorge Negrete y María Félix. Esta película es la tercera y última parte en que María Félix y Jorge Negrete protagonizan juntos (ambos ya habían reaparecido en la anterior segunda parte de la película, Reportaje (1953), con un largo segmento). Esta fue la última película filmada por Negrete como actor.

## Trama
En un pequeño pueblo mexicano una noticia conmociona a los vecinos, Ricardo Alfaro, el adinerado ranchero local ha desaparecido sin dejar rastro. Aprovechando la circunstancia, Aurora Campos, una mujer de armas tomar y de una belleza abrumadora, convence a las autoridades para que le vendan la propiedad a cambio de doce mil pesos. Poco después, cuando Ricardo reaparece de repente, una auténtica batalla está a punto de desencadenarse.

## Reparto
- Jorge Negrete como Ricardo Alfaro
- María Félix como Aurora Campos
- Andrés Soler como Don Cástulo
- José Elías Moreno como Don Constancio
- Rodolfo Landa como Prudencio
- José Ángel Espinoza «Ferrusquilla» como Don Cándido
- Beatriz Ramos como Perfecta
- Antonio Bribiesca (no acreditado)
- Felipe de Flores como Empleado de Aurora (no acreditado)
- Magdalena Estrada como Invitada fiesta (no acreditado)
- Agustín Fernández como Espectador en el juicio (no acreditado)
- Jaime Fernández (no acreditado)
- Rogelio Fernández como Espectador en el juicio (no acreditado)
- Emilio Gálvez (no acreditado)
- Leonor Gómez como Espectadora en el juicio (no acreditado)
- Isabel Herrera como Espectadora en el juicio (no acreditado)
- Gloria Mestre como Bailarina (no acreditado)
- Manuel Noriega como Don Gonzalo
- Ángela Rodríguez como Invitada fiesta (no acreditado)
- Emma Roldán como Esposa de Constancio (no acreditado)
- Lety Valencia como Esposa de Prudencio (no acreditado)